# Edoson Silva Martins
Edoson Silva Martins (16 maart 1974) is een voormalig Braziliaans voetballer.

## Carrière
Edinho tekende in 1994 bij Kashima Antlers.